# Trickery (film, 1922)
Trickery est un film muet américain réalisé par Albert Russell et sorti en 1922.

## Fiche technique
- Titre : Trickery
- Réalisation : Albert Russell
- Scénario : George Morgan, d'après sa nouvelle
- Production : Universal Film Manufacturing Company
- Durée : 20 minutes
- Genre : Western
- Date de sortie : 
  - États-Unis : 18 mars 1922

## Distribution
- Harold Goodwin : Ted
- Dorothy Wood : sa sœur